# Nemoura saetifera
Nemoura saetifera är en bäcksländeart som beskrevs av Tatemi Shimizu 1997. Nemoura saetifera ingår i släktet Nemoura och familjen kryssbäcksländor. Inga underarter finns listade i Catalogue of Life.